# Șantierul Naval Sulina
Șantierul Naval Sulina este un șantier naval din România, înființat de Comisiunea Europeană a Dunării.